# Джонсон, Ашанти
Ашанти Джонсон (Ashanti Johnson) — американский океанолог, специалист по водной радиогеохимии.
Доктор философии (1999), ассистент-профессор Mercer University, прежде ассоциированный профессор Техасского университета в Арлингтоне, фелло Американского геофизического союза (2016).
Её интерес к океанологии и морской биологии вдохновил увиденный ею в юные годы по телевидению Жак Кусто.
Окончила Texas A&M University at Galveston (бакалавр морских наук, химии, 1993).
Докторскую степень по химической океанологии получила в Техасском университете A&M.
Отмечена Presidential Award for Excellence in Mathematics and Science Teaching (2010), Excellence in Geophysical Education Award и Ambassador Award (обе — 2016, на последнюю её номинировал Уоррен Вашингтон) Американского геофизического союза, Sigma Xi John P. McGovern Science and Society Award (2019).
Автор публикаций в American Scientist и др.